# Saldonha
Saldonha ist ein Ort und eine ehemalige Gemeinde (Freguesia) im portugiesischen Kreis Alfândega da Fé. In der Gemeinde lebten 91 Einwohner (Stand 30. Juni 2011).
Am 29. September 2013 wurden die Gemeinden Saldonha, Agrobom und Vale Pereiro zur neuen Gemeinde União das Freguesias de Agrobom, Saldonha e Vale Pereiro zusammengefasst.